# Egervári Klára
Egervári Klára (Vasas, 1936. április 6. – 2018. március 12.) Aase-díjas magyar színésznő, érdemes művész,  a zalaegerszegi Hevesi Sándor Színház örökös tagja.

## Életpályája
Szülei: Egervári Henrik és Breitenbach Anna voltak. Az általános iskolát Pécsett végezte el. 1951–1954 között a Pécsi Nemzeti Színház énekkarában énekelt. 1954–1958 között Győri Nemzeti Színház színésznője volt. 1958–1959 között a Békéscsabai Jókai Színház tagja volt. 1959–1961 között, valamint 1968–1973 között a Miskolci Nemzeti Színházban lépett fel. 1961–1962 között Veszprémi Petőfi Színházban játszott. 1962–1963 között a szolnoki Szigligeti Színház színművésze volt. 1963–1968 között a kaposvári Csiky Gergely Színházban szerepelt. 1973–1982 között a Szegedi Nemzeti Színházban dolgozott. 1982-ben – Ruszt József invitálására – a zalaegerszegi Hevesi Sándor Színház alapító tagja volt. 1999-től a színház örökös tagja. 2000–2004 között az Aase-díj kuratóriumának tagja. 2006-ban országgyűlésiképviselő-jelölt volt (Magyar Szocialista Párt).
Pályája kezdetén fiatal hősnőket, operettekben szubretteket alakít. Később karakter szerepek hiteles formálója. Utolsó fellépése 1998-ban volt a zalaegerszegi Hevesi Sándor Színházban. A Csehov darab címe: Hattyúdal.

## Színházi szerepei
A Színházi Adattárban regisztrált bemutatóinak száma: 98.
- Weidmann: Falusi borbély....Zsuzsi
- Dörner Lajos: Piroska és a farkas....Riff
- Armont-Vandenberghe: Fiúk, lányok, kutyák....Claudine
- Lehár Ferenc: A mosoly országa....Mi
- Kálmán Imre: Cirkuszhercegnő....Mábel
- Dunajevszkij: Szabad szél....Pepita
- Gergely Márta: Száz nap házasság....Ica
- Ábrahám Pál: Viktória....Riquette
- Hervé: Nebáncsvirág....Denise de Flavigny
- Jókai Mór: A kőszívű ember fiai....Plankenhorst Alphonsine; Remigia nővér
- Kertész Imre: Bekopog a szerelem....Kati
- Carlo Goldoni: A fogadósné....Mirandolina
- Kálmán Imre: Montmartre-i ibolya....Violetta
- William Shakespeare: Vízkereszt vagy amit akartok....Viola; Mária
- Achard: A világ legszebb szerelme....Célie
- Bartos-Baróti: Mindent a mamáért....Edit; Margit
- Dunajevszkij: Fehér akácok....Katja
- Tokaji György: Madárijesztő....Vica
- Gyárfás Miklós: Kisasszonyok a magasban....Piroska
- Dunai Ferenc: A nadrág....Radóné
- Huszka Jenő: Mária főhadnagy....Panni
- Deval: A potyautas....Martine Beix
- Móricz Zsigmond: Légy jó mind halálig....Ilonka kisasszony; Török néni
- Huszka Jenő: Lili bárónő....Clarisse
- Benatzky-Stolz: A fehér lóban....Josefin
- Strauss: Mesél a bécsi erdő....Franciska; Máli
- William Shakespeare: Antonius és Cleopatra....Octavia
- Fehér Klára: Kevés a férfi....Lonci
- Ábrahám Pál: Bál a Savoyban....Daisy parker
- Jókai Mór: Az aranyember....Tímea
- Maugham: Imádok férjhez menni....Victoria
- Schönthan: A szabin nők elrablása....Borbála
- Witkiewicz: Az anya....Dorota
- Heltai Jenő: Naftalin....Milka
- Illés Lajos: Egy fiú és a tündér....Mirigy
- Williams: Az ifjúság édes madara....Nonnie néni
- Kálmán Imre: Marica grófnő....Puttzendorf Lotti grófnő
- Leigh: La Mancha lovagja....A házvezetőnő
- Lope de Vega: A kertész kutyája....Dorotea
- Csehov: Cseresznyéskert....Sarlotta Ivanovna
- Vasziljev: A hajnalok itt csendesek....Háziasszony
- Collodi: Pinokkió, a hosszúorrú fabáb története....Macska; Kékhajú tündér
- Foster: Tom Paine, avagy a józan ész diadala....
- Cozzi: Turandot, a kínai hercegnő....Schirina
- Johnson: Lakat alá a lányokkal....Zsaroli Karolin
- Vörösmarty Mihály: Csongor és Tünde....Mirigy
- Whiting: Az ördögök....Klára nővér
- Storelli: A szent strici....Maximilla
- Madách Imre: Az ember tragédiája....Hippia; Helene; Éva anyja[5]
- Carlo Goldoni: A szerelmesek....Flaminia
- Bartók Béla: A fából faragott királyfi....
- Osztrovszkij: Vihar....Fjokljusa
- Mándy Iván: Mélyvíz....Mama
- Kamondy László: Lány az aszfalton....Kertész Gáborné körzeti orvos
- Machiavelli: Mandragóra....Sostrata
- Webster: A fehér ördög....Matróna
- Baum: Óz, a nagy varázsló....Emmi néni
- Gelman: Prémium....Motrosilova
- Bartók Béla: A csodálatos mandarin....
- Bartók Béla: A kékszakállú herceg vára....
- Schiller: Ármány és szerelem....Millerné
- Popplewell: A szegény hekus esete a papagájjal....Alice Postic
- Beaumarchais: Figaro házassága....Marcelina
- Romhányi József: Hamupipőke....Hétzsákné
- Kemény-Kocsák: A zöld kakadu....Jeanette
- Teleki László: Kegyenc....Eudoxia
- Bródy Sándor: A tanítónő....Nagyasszony
- Coward: Vidám kísértet....Mme. Arcati
- Bart: Olivér....Mrs. Corney
- Móricz Zsigmond: Sári bíró....Veróni
- Petrusevszkaja: Zeneórák....Vasziljevna
- Arbuzov: Kései találkozás....Nő
- Blaikley: A 13 és 3/4 éves Adrian Mole titkos naplója....Nagymama
- Tersánszky Józsi Jenő: Kakuk Marci....Csuriné
- Tóth Ede: A falu rossza....Gonoszné
- Feydeau: Bolha a fülbe....Olympe Ferraillon
- Kemény Gábor: A Notre Dame-i toronyőr....Gudule nővér
- Thomas: Charley nénje....Donna Lucia D'Alvadórez
- Mann: Mefisztó....Efeu
- Scarnicci-Tarabusi: Kaviár és lencse....Matilde
- Csiky Gergely: A nagymama....Szerémy grófnő
- Kander–Ebb: Kabaré....Schneider kisasszony
- Szirmai Albert: Mágnás Miska....Nagymama
- McCoy-Poe-Thompson: Kalifornia blues....Mrs. Leyden
- Kander-Ebb: Zorba....Madame Hortens
- Móricz Zsigmond: Nem élhetek muzsikaszó nélkül....Mina néni
- Kálmán Imre: Csárdáskirálynő....Cecília
- Barta Lajos: Szerelem....Szalayné
- Bereményi Géza: Az arany ára....Csöpi
- Csehov: Hattyúdal....

## Filmek, tv
- Az ember tragédiája (színházi előadás tv-felvétele, 1986)
- Nevezzük szerelemnek (1989)

## Könyv róla
- Tucsni András: Egervári Klára (/Egér/Egy színészi pálya története) – Hevesi Sándor Színház-INCSUT Bt., Zalaegerszeg, 2016. ISBN 978-963-125-122-7

## Díjai, elismerései
- Szocialista Kultúráért
- Forgách Tibor-emlékgyűrű (1988)
- Érdemes művész (1990)
- Aase-díj (1993)
- A zalaegerszegi Hevesi Sándor Színház örökös tagja (1999)
- Pro Urbe Zalaegerszeg (1996)
- Zalaegerszegi Színházbarátok köre-díja (2002)